# Okno w żaglu
Okno w żaglu – fragment przezroczystego tworzywa sztucznego wszyty w specjalnie w tym celu wycięty otwór w żaglu, znajdujący się na wysokości oczu osoby sterującej jednostką pływającą. Okno stosowane jest w żaglach windsurfingowych, oraz na jachtach sportowych oraz śródlądowych.